# Chelianá
Chelianá, en grec moderne : Χελιανά, est un village du dème de Mylopótamos, en Crète, en Grèce. Selon le recensement de 2011, la population de Chelianá compte 69 habitants. Il est situé à une altitude de 250 m et à une distance de 41 km de Réthymnon.